# 约翰·安克尔·约翰森
约翰·安克尔·约翰森（挪威語：John Anker Johansen，1894年3月18日—1986年12月14日），挪威男子竞技体操运动员。他曾代表挪威获得1920年夏季奥运会体操比赛男子团体自由式银牌。他于1986年在奥斯陆去世。